# Lebane
Lebane (em cirílico: Лебане) é uma vila da Sérvia localizada no município de Lebane, pertencente ao distrito de Jablanica, na região de Jablanica. A sua população era de 9122 habitantes segundo o censo de 2002.

## Demografia
| 1948  | 1953  | 1961  | 1971  | 1981  | 1991  | 2002   | 2011  |
| ----- | ----- | ----- | ----- | ----- | ----- | ------ | ----- |
| 1 975 | 2 103 | 2 617 | 5 889 | 7 966 | 9 528 | 10 004 | 9 122 |